# Radu Jude
Radu Jude (* 28. března 1977 Bukurešť) je rumunský filmový režisér a scenárista. Jeho film Smolný pich aneb Pitomý porno získal hlavní cenu Zlatého medvěda na filmové festivalu v Berlíně roku 2021. Již v roce 2015 získal Jude na stejném festivalu Stříbrného medvěda za nejlepší režii snímku Aferim! Jeho film Je mi jedno, že se zapíšeme do dějin jako barbaři získal v roce 2018 hlavní cenu Křišťálový globus na filmovém festivalu v Karlových Varech. Drama Všichni v naší rodině (2012) zvítězilo na festivalu v Sarajevu. Dvakrát byl též oceněn na festivalu v Sundance, v roce 2007 zde získal Cenu za nejlepší světový krátkometrážní film za snímek Lampa s čepičkou. O rok později zde získal cenu NHK za svůj celovečerní debut Nejšťastnější dívka na světě. K většině svých filmů si napsal i scénář. I poté, co dosáhl úspěchů na "velkém plátně", se dále věnuje krátkému a dokumentárnímu filmu, často s historickou tematikou (Mrtvý národ, Dvě popravy generála). V mládí dělal asistenta režisérům Costu-Gavrasovi nebo Cristi Puiuovi.

## Filmografie

### Celovečerní filmy
- Nejšťastnější dívka na světě (2009)
- Film pentru prieteni (2011)
- Všichni v naší rodině (2012)
- Scurt/4: Istorii de inimã neagrã (2014) - jeden ze čtyř režisérů
- Aferim! (2015)
- Zjizvená srdce (2016)
- Je mi jedno, že se zapíšeme do dějin jako barbaři (2018)
- Kapitálky (2020)
- Smolný pich aneb Pitomý porno (2021)